# Episodi di Camera Café (seconda stagione)
La seconda stagione della sitcom Camera Café è stata trasmessa in prima visione in Italia da Italia 1 dal 26 dicembre 2004 al 2005. È formata da 354 episodi.
| Nº  | Titolo                         | Guest star                                    | Trama | Prima visione |
| --- | ------------------------------ | --------------------------------------------- | --- | ------------- |
| 1   | L'orecchino                    | -                                             | Jessica perde un orecchino sotto la macchina del caffè. |               |
| 2   | Le cialde                      | Massimo Boldi                                 | La macchinetta del caffè ha dei problemi, ma invece del solito Enrico si presenta un nuovo tecnico. |               |
| 3   | In prima pagina                | -                                             | Paolo finisce in prima pagina per essere stato fotografato davanti a un UFO. |               |
| 4   | La guerra dei calendari        | Andrea Baiardi                                | Luca e De Marinis realizzano due diversi calendari aziendali. |               |
| 5   | L'albero                       | -                                             | Luca e Paolo gareggiano per chi riuscirà a conquistare Jessica con un albero di Natale. |               |
| 6   | Regalo per Patti               | Raz Degan, Marco Messeri                      | Patti chiede a Babbo Natale un uomo nudo. |               |
| 7   | Quiz di Natale                 | Amadeus                                       | Paolo e Ilaria sono scelti per partecipare a un quiz televisivo. |               |
| 8   | Carta da regalo                | -                                             | De Marinis chiede a Luca di impacchettare i regali di Natale per i dipendenti. |               |
| 9   | Babbo Natale                   | Obafemi Martins                               | De Marinis non vuole che il Babbo Natale dell'Azienda sia impersonato da un ragazzo di colore. |               |
| 10  | Il suicidio di Anna            | -                                             | Anna riceve una lettera di licenziamento al posto degli auguri di Natale del Presidente e così decide di suicidarsi, ma nessuno la prende sul serio. |               |
| 11  | Lo show dei bambini            | -                                             | Luca diventa giudice del concorso canoro per i figli dei dipendenti. Paolo e Anna cercano di corromperlo per garantire la vittoria ai rispettivi figli. |               |
| 12  | La busta di Natale             | Silvia Giordano                               | Loredana cerca di ottenere anche lei, come gli altri dipendenti dell'azienda, una gratifica natalizia, ricattando Paolo, Luca e persino De Marinis. |               |
| 13  | Il Babbo Natale di Patti       | -                                             | Patti porta in ufficio un Babbo Natale meccanico, ma Luca non lo sopporta, soprattutto perché, per alimentarlo, non possono più usare la macchinetta del caffè. |               |
| 14  | Vigilia di Natale              | -                                             | Dopo aver litigato con Valeria, Paolo si ritrova fuori di casa la notte di Natale: a fargli compagnia in Azienda trova Luca, Anna e Patti. |               |
| 15  | Natale in famiglia             | -                                             | Luca e Paolo si impietosiscono credendo che Pippo abbia passato le feste natalizie da solo. |               |
| 16  | Cosa fai a capodanno?          | -                                             | I dipendenti si organizzano per il capodanno. |               |
| 17  | Vestito da sera                | -                                             | Ilaria fa invitare Gaia alla festa di capodanno del presidente. |               |
| 18  | Buon anno                      | -                                             | Alcuni dipendenti si ritrovano in area relax per festeggiare il Capodanno. |               |
| 19  | Tra donne                      | -                                             | Dopo l'ennesima delusione sentimentale, Anna si convince di essere lesbica. |               |
| 20  | Il sorriso                     | -                                             | Ultimamente De Marinis è sempre sorridente e Luca e Paolo sospettano che ci sia sotto qualcosa. |               |
| 21  | Il pompiere                    | Giampiero Bartolini                           | Patti fa un disastro con l'estintore e il pompiere che arriva in soccorso in Azienda impone a De Marinis che uno dei suoi dipendenti debba seguire il corso da pompiere. |               |
| 22  | Il cugino d'America            | Tyler White                                   | Luca convince un suo cugino americano di non avere un soldo per non ospitarlo a casa sua. |               |
| 23  | Giustizia fai da te            | -                                             | Luca e Paolo hanno tamponato la stessa macchina. |               |
| 24  | Peccati di gioventù            | -                                             | In ufficio si diffondono alcune foto che ritraggono una ragazza nuda identica ad Anna e così tutti cominciano a essere gentili con lei. |               |
| 25  | Tanti auguri Paolo             | Soria Monica Velasco                          | In ufficio viene organizzata una festa a sorpresa per Paolo. |               |
| 26  | Download illegale              | Pietro Pignatelli, Renato Soriano             | Olmo avvisa il Direttore che la guardia di finanza sta arrivando per controllare tutti i file dei PC aziendali. |               |
| 27  | Il test di Luca                | -                                             | Luca attende i risultati del test dell'AIDS. |               |
| 28  | Il prosciutto                  | -                                             | Luca, Paolo e Pippo organizzano uno stratagemma ai danni di Silvano per farsi prestare € 2000. |               |
| 29  | Pirobazia                      | -                                             | Jessica fa mettere in ufficio dei carboni ardenti. |               |
| 30  | L'isola della tentazione       | -                                             | Luca, Alex, Patti e Silvano fanno un provino per un reality show. |               |
| 31  | Genitore ideale                | Paolo Pierobon                                | Paolo ha paura che Valeria possa chiedere l'affidamento esclusivo dei figli, così chiede al dottor Cestelli di aiutarlo a superare gli eventuali test psicologici sulla sua personalità. |               |
| 32  | La moneta                      | Bedy Moratti                                  | Luca e Paolo vogliono prendersi un caffè, ma sono senza monete. |               |
| 33  | Pianta carnivora               | -                                             | De Marinis porta in ufficio la pianta carnivora di sua moglie. |               |
| 34  | Cantina De Marinis             | -                                             | Luca e Paolo, incaricati di prelevare il vino di De Marinis, lo scambiano col vino della mensa, convinti che il direttore non si accorgerà di nulla. |               |
| 35  | Mezzogiorno di fuoco           | -                                             | Silvano ha deciso di sfidare Andrea una volta per tutte. |               |
| 36  | Rifugio antiatomico            | -                                             | Luca eredita un vecchio rifugio antiatomico, ma non sa scegliere se dividerlo, in caso di emergenza, con Paolo oppure Alex. |               |
| 37  | Torta pesante                  | Massimo Cagnina                               | Patti prepara per la madre di Silvano una torta piena di sonniferi, ma i suoi colleghi la intercettano. |               |
| 38  | L'operazione                   | Giuseppe Lorusso                              | Luca deve operarsi di calcoli renali ma i colleghi lo spaventano con tremendi racconti di malasanità. |               |
| 39  | Bioterrorismo                  | -                                             | Luca e Paolo voglio far ammalare Ilaria per non dover svolgere una pratica. |               |
| 40  | Vendetta                       | Uberto Kovacevich                             | Paolo ha un problema con un cliente danese. |               |
| 41  | Emergenza casa                 | -                                             | Olmo è stato sfrattato e non ha un posto in cui andare a vivere. |               |
| 42  | Luca geloso                    | Alessandro Politi                             | Luca sospetta che Alex lo voglia tradire. |               |
| 43  | Imborghesito                   | -                                             | Luca viene accusato dai colleghi di essersi imborghesito. |               |
| 44  | Saldi                          | -                                             | Paolo trova una valigia nel parcheggio e lui e Luca vendono gli abiti contenuti all'interno alle colleghe dell'ufficio. |               |
| 45  | La catena dell'umiliazione     | -                                             | Caduta vittima di una catena di Sant'Antonio, Anna inizia a umiliarsi in svariati modi, nonostante Luca cerchi di dissuaderla. |               |
| 46  | Il papà di Silvano             | Eric Claire                                   | Luca e Paolo si convincono che De Marinis sia il padre di Silvano. |               |
| 47  | Pietà                          | -                                             | Andrea porta Pietà in ufficio. |               |
| 48  | Per carità                     | -                                             | De Marinis organizza una raccolta di vestiti usati da spedire a un istituto per ciechi. |               |
| 49  | Brufolo                        | -                                             | A Patti cresce un brufolo enorme sulla fronte e accetta diversi consigli dei colleghi su come sgonfiarlo. |               |
| 50  | Fotografia ritoccata           | -                                             | Olmo e Paolo si divertono a ritoccare delle foto con il computer. |               |
| 51  | Le scarpe                      | Roberto De Sano                               | Olmo compra on-line delle scarpe per Andrea. |               |
| 52  | Test di fertilità              | -                                             | Luca scopre di essere ipospermico. |               |
| 53  | Concorso di cabaret            | -                                             | Silvano sta per partecipare a un concorso di cabaret e, per allenarsi, si esibisce davanti ai colleghi. |               |
| 54  | Lezione di inglese             | Cecilia Vecchio                               | Jessica deve insegnare l'inglese a Paolo. |               |
| 55  | Watergate                      | -                                             | Luca e Paolo giocano col baby monitor di Primo. |               |
| 56  | Agenzia cuori solitari         | -                                             | Alex scopre che Luca si è iscritto a un'agenzia matrimoniale e gli organizza un appuntamento indimenticabile. |               |
| 57  | Un solo colpevole              | -                                             | Ilaria è infuriata perché nessuno ha ancora presentato l'ordine per ricevere le materie prime. |               |
| 58  | Pupazzetti                     | Silvia Giordano                               | Paolo cerca di vendere ai suoi colleghi dei pupazzetti. |               |
| 59  | La paura                       | -                                             | Luca e Paolo leggono su una rivista che un forte spavento può far aumentare il desiderio sessuale. |               |
| 60  | Step tonico                    | -                                             | Jessica organizza un piccolo corso di aerobica. |               |
| 61  | Lotta proletaria               | -                                             | Luca organizza una protesta a favore di un'altra azienda che è stata venduta. |               |
| 62  | Amico traditore                | -                                             | Paolo e Alex sono andati a letto e hanno il terrore che Luca lo scopra. Luca però sa che Alex ha fatto sesso con qualcuno dell'azienda e ciò lo deprime, perché Alex ha tradito la sua promessa di non fare sesso con i dipendenti dell'azienda. |               |
| 63  | Calciatrice                    | -                                             | Andrea scommette con Luca e Paolo sull'esito della partita di calcio dove giocherà Patti. |               |
| 64  | Carica della polizia           | -                                             | Luca organizza uno sciopero e chiede ai colleghi di riprenderne le varie fasi con una videocamera. |               |
| 65  | Controfigura                   | -                                             | Paolo è nei guai col marito di una sua amante e decide di far calare Silvano nel personaggio. |               |
| 66  | Dita di fata                   | Paolo Pierobon                                | Dopo aver scoperto il metodo con cui il medico aziendale intende curare la sciatica del presidente, Luca vorrebbe spargere la notizia in giro, ma verrà messo a tacere da Andrea. |               |
| 67  | I pantaloni di pelle           | -                                             | Luca fa un bellissimo regalo a Paolo. |               |
| 68  | Il capro espiatorio            | -                                             | In ufficio tutti hanno i nervi a fior di pelle a causa della partenza di Silvano per le ferie e De Marinis affida a Nadia il compito di placare le acque. |               |
| 69  | Il giovane Enrico              | Marco Cortesi                                 | Paolo ha un nuovo stagista, che fa subito carriera e Luca è geloso. |               |
| 70  | La donna delle pulizie         | Silvia Giordano, Manuela Currau               | Paolo si fa aiutare da Loredana a scegliere il regalo per il compleanno di Gaia, ma non sa che la donna delle pulizie è in malafede. |               |
| 71  | La multa                       | Massimo Ranieri                               | Anselmo prende una multa, ma non sa come pagarla. |               |
| 72  | L'asciugacapelli               | -                                             | Paolo cerca di riparare l'asciugacapelli di Gaia. |               |
| 73  | Lavori in corso                | Lucilla Agosti, Francesca Martinez            | De Marinis assume due belle imbianchine per ridipingere l'area relax. |               |
| 74  | Luca abbronzato                | -                                             | Luca torna dalle vacanze visibilmente abbronzato, ma nessuno dei suoi colleghi se ne accorge. |               |
| 75  | Occhio per occhio              | -                                             | Scoppia la guerra tra l'Azienda e la Digitex. |               |
| 76  | Occhiolino                     | -                                             | De Marinis ha un tic in un occhio. |               |
| 77  | Scelte nutrizionali            | Gualtiero Burzi                               | Ilaria si scopre appassionata dei panini del bar di Lello o di chi glieli porta. |               |
| 78  | Scommessa al buio              | -                                             | Paolo e Silvano scommettono su chi esce dall'ascensore. |               |
| 79  | Una giornata da star           | Gianluca Iacono                               | Luca ha la possibilità di esprimere il proprio parere in un'intervista televisiva, coinvolgendo Alex e Paolo, ma non tutto va secondo i piani. |               |
| 80  | La giraffa                     | -                                             | Paolo, Olmo e Anna devono scegliere il regalo di Natale per i figli da parte dell'azienda. |               |
| 81  | Lotteria                       | Luciana Littizzetto                           | Chiara, la figlia di De Marinis, cerca di rifilare biglietti della lotteria agli impiegati. |               |
| 82  | Ragazzo padre                  | Massimo Poggio                                | Olmo vuole dimostrare finalmente a tutti che Primo è figlio di Giada De Blanck. |               |
| 83  | Alito cattivo                  | -                                             | Paolo deve andare da un cliente assieme a Gaia, ma si accorge di avere l'alito cattivo. |               |
| 84  | Hot                            | -                                             | Il climatizzatore dell'azienda è rotto e si passa dal freddo polare al caldo torrido e le ragazze si denudano. |               |
| 85  | L'appuntamento di Alex         | -                                             | Alex deve farsi un piercing, ma Luca è geloso perché pensa debba uscire con un suo amante, così fa in modo di tenerla occupata per mandarvi Patti. |               |
| 86  | Lettera strappalacrime         | -                                             | Paolo vuole comprare nuove gomme per il camper e così scrive una lettera a De Marinis fingendosi un bambino povero. |               |
| 87  | Eroe per caso                  | Alberto Onofrietti                            | Paolo salva involontariamente la vita di una vecchietta. |               |
| 88  | Il figlio di Budello           | -                                             | Luca e Paolo devono trovare un lavoro a Settecervelli, uno dei tre figli di Budello. |               |
| 89  | Piranha                        | -                                             | Paolo deve badare al pesce del presidente, ma lo uccide involontariamente. Così lo sostituisce con un piranha. |               |
| 90  | Prestami l'Alfa                | -                                             | Paolo è costretto a prestare la sua auto al Presidente. |               |
| 91  | Il numero magico               | -                                             | Anna calcola il numero magico di Patti, ma lei mente sulla sua età. |               |
| 92  | Al centesimo                   | -                                             | Luca richiede che Paolo sia alquanto preciso riguardo alla divisione del conto della cena della sera precedente. |               |
| 93  | Il premio a sorpresa           | -                                             | Luca si fa aiutare da Paolo per ottenere un viaggio premio. |               |
| 94  | La cena di Silvano             | -                                             | Luca invita Silvano a una "cena di cretini". |               |
| 95  | Non una parola                 | Daniele Cantalupo                             | Paolo fa delle figuracce con Gaia e Jessica. |               |
| 96  | Paolo vip                      | -                                             | Paolo si fidanza nientemeno che con Flavia Vento. Luca è invidiosissimo. |               |
| 97  | Il weekend di Anna             | -                                             | Alex convince Anna a passare un week-end al mare con lei. |               |
| 98  | Biancheria intima              | -                                             | Giovanna organizza una vendita di biancheria intima in area relax. |               |
| 99  | Banconota falsa                | -                                             | Luca ha una banconota da 50 € falsa che cerca di rifilare ai colleghi. |               |
| 100 | Cyclette                       | -                                             | Jessica collega una cyclette alla macchinetta del caffè. |               |
| 101 | Giochi con l'acqua             | -                                             | Approfittando dell'assenza di De Marinis, in azienda inizia una battaglia con le pistole ad acqua. |               |
| 102 | Grand prix                     | Alex Zanardi                                  | Paolo partecipa a una competizione automobilistica contro il pilota della Digitex. |               |
| 103 | Il picchiatore                 | Nanni Tormen                                  | Luca, Paolo e Olmo scoprono un sito dove si possono ingaggiare dei picchiatori e decidono di ingaggiarne uno per dare una lezione ad Andrea. Il picchiatore che ingaggeranno, sfortunatamente, si rivelerà essere una vecchia conoscenza di Andrea. |               |
| 104 | Amici come prima               | -                                             | Olmo litiga con Anna per questioni d'amore. |               |
| 105 | Appuntamento al buio           | Marta Favro - Caroline Sanchez                | Luca conosce una ragazza in chat. |               |
| 107 | Battaglia persa                | -                                             | Andrea viene fermato dalla polizia mentre guida l'auto del presidente e cerca qualcuno che si prenda la colpa. |               |
| 108 | Causa persa                    | -                                             | Pippo viene picchiato da Andrea senza spiegazioni e decide di rivolgersi a Luca per ottenere giustizia. |               |
| 109 | Che male                       | -                                             | Luca ha un brufolo enorme sul sedere. |               |
| 110 | Conto aperto                   | Simona Marchini                               | Paolo ha un conto aperto con la signora Maria, la madre di Lello. |               |
| 111 | Dimissioni                     | -                                             | Luca scopre che De Marinis ha assunto in azienda la sua ex moglie, Lidia, e intende rassegnare le dimissioni. |               |
| 112 | Dirigente per un giorno        | Emiliana Perina                               | Patti deve fingersi una dirigente per chiudere un contratto. |               |
| 113 | Freccette                      | -                                             | Luca e Paolo giocano a freccette in area relax. |               |
| 114 | Gara di barzellette            | -                                             | Luca e Paolo fanno a gara di barzellette, ma Paolo è in difficoltà, così chiede aiuto ai suoi colleghi. |               |
| 115 | Gara di canto                  | -                                             | In ufficio viene istituito un concorso canoro. |               |
| 116 | Gesto estremo                  | -                                             | Alex vuole che Luca le regali un diamante, ma lui fraintende la sua richiesta. |               |
| 117 | Giornata strana                | -                                             | In azienda tira una brutta aria. |               |
| 118 | I cuccioli di Marylin          | Emiliano Bradi                                | Silvano è geloso delle attenzioni che Patti rivolge ai gattini di Marylin e così cerca di liberarsi di loro. |               |
| 119 | Il brutto anatroccolo          | Francesco Leoni                               | Andrea stringe una curiosa amicizia con Wanda. |               |
| 120 | Il buco                        | Pierpaolo Franzon                             | Luca e Paolo sfruttano un buco nella parete per poter spiare le colleghe in bagno. |               |
| 121 | Il conte Olmo                  | -                                             | Olmo fa credere ad Anna di essere un nobile, ma lei vuole esserne sicura. |               |
| 122 | Il grande invito               | -                                             | Patti è stata invitata a cena dalla mamma di Silvano e crede che essa voglia concederle la mano di Silvano in matrimonio. |               |
| 123 | Il più scemo della scuola      | Sebastiano Rizzo                              | Per un colloquio di lavoro in azienda arriva Claudio, un vecchio compagno di scuola di Silvano. |               |
| 124 | Il segreto di Gaia             | -                                             | Alex e Patti cercano di farsi svelare da Gaia il metodo per restare in forma. |               |
| 125 | In provincia                   | Michele Alhaique                              | Paolo rifila al suo stagista Roberto un noiosissimo lavoro in provincia, ma Roberto troverà modo di divertirsi comunque. |               |
| 126 | Un inglese, un francese...     | Eric Claire, Luca Ferrario, Gianluca Frigerio | Paolo commette una gaffe dietro l'altra con degli importanti clienti stranieri. |               |
| 127 | Italia - Francia               | -                                             | Ilaria e Gaia si contendono un importante contratto a Parigi. |               |
| 128 | La fidanzata di Jonathan       | -                                             | Jonathan si rifiuta di copulare con la sua fidanzatina, che ha 18 anni. Ma da quel momento Paolo si convince che il figlio sia omosessuale. |               |
| 129 | La lente smarrita              | -                                             | Ilaria perde una lente a contatto e chiede a Patti di aiutarla a cercarla con discrezione. Tuttavia, come al solito, Patti la fa sfigurare. |               |
| 130 | La macchina aziendale          | -                                             | D'ora in avanti, per ottenere i rimborsi spese, Paolo non potrà più andare in trasferta con la sua amata Alfa Romeo, ma soltanto con la macchina aziendale, la quale, purtroppo per Paolo, non è un'Alfa. |               |
| 131 | La partita                     | -                                             | Pippo chiede a Luca e Paolo di fare una partita con lui, ma non sanno di che cosa. |               |
| 132 | La porta                       | -                                             | Luca vuole riuscire ad aprire la porta del bagno esattamente come fa Paolo. |               |
| 133 | La volpe                       | -                                             | Paolo ruba una volpe imbalsamata e la porta in ufficio. |               |
| 134 | Ladri di classe                | -                                             | A Luca è stata rubata la vespa. |               |
| 135 | L'altro Silvano                | -                                             | Silvano, dopo essere stato abbandonato dalla madre, fuggita in India, al ritorno da una clinica psichiatrica, mostra dei cambiamenti. |               |
| 136 | L'amante di Ilaria             | -                                             | Ilaria è andata a letto con un magazziniere minorenne e cerca di evitare uno scandalo. |               |
| 137 | L'aperitivo di Patti           | -                                             | Luca e Paolo mangiano tutto ciò che Patti ha appena preparato per l'aperitivo di Ilaria, non sapendo che è stato posticipato. |               |
| 138 | L'amante di Silvano            | Iuliana Ierugan                               | Luca e Paolo rivelano a Patti che Silvano sta per uscire con un'altra ragazza. |               |
| 139 | Lavoro sporco                  | -                                             | Luca affronta De Marinis per i suoi ideali politici. |               |
| 140 | Libertà vigilata               | -                                             | Alex porta a casa il fratello Enrico, che ha ottenuto la libertà vigilata. |               |
| 141 | L'influenza                    | Paolo Pierobon                                | Quasi tutti i dipendenti sono a casa con l'influenza e Luca cerca di ammalarsi per non lavorare. |               |
| 142 | Lo stagista di Silvano         | Teo Guadalupi                                 | Silvano fa amicizia con il suo nuovo stagista, Teodoro. |               |
| 143 | Messaggi cantati               | Pietro Pignatelli                             | Luca vuole mandare dei messaggi cantati ad Alex, ma, avendo scoperto che lei non li sopporta, Paolo usa lo stesso testo per cantarlo a Gaia. Tuttavia Alex e Gaia non hanno gli stessi gusti. |               |
| 144 | Meteoropatia                   | -                                             | Jessica è meteoropatica. |               |
| 145 | Mosca cieca                    | Massimo Corengia                              | Il marito di un'amante di Paolo ha deciso di vendicarsi di lui e sta per venire in azienda. Così, per evitare di essere malmenato, Paolo si finge cieco. |               |
| 146 | Oggetto smarrito               | Diego Casale, Daniela Airoldi                 | Un commissario arriva in ufficio per restituire a Silvano il suo orologio. |               |
| 147 | Ombrellaio                     | -                                             | Luca e Paolo hanno rubato tutti gli ombrelli in ufficio e decidono di affittarli ai colleghi per fare un po' di soldi. |               |
| 148 | Paolo in crisi                 | Marco Chiappa                                 | Paolo scopre di non essere un vero "alfista" e tutto il mondo gli crolla addosso. |               |
| 149 | Per amore dell'arte            | -                                             | Il comitato artistico aziendale si ritrova con un budget dimezzato e Luca deve effettuare dei tagli. |               |
| 150 | Percorso obbligato             | -                                             | Luca è convinto che De Marinis abbia creato un percorso obbligato da seguire in ufficio soltanto per provocarlo. |               |
| 151 | Piccoli particolari            | Guglielmo Menconi                             | Luca e Paolo hanno un nuovo assistente. |               |
| 152 | Pignoramento                   | Sergio Meogrossi                              | Un ufficiale giudiziario giunge in azienda per effettuare un pignoramento. |               |
| 153 | Pippo campione                 | -                                             | Pippo si rivela un fenomenale calciatore. |               |
| 154 | Predestinato                   | Massimo Ranieri                               | La cattiva sorte sembra accanirsi su Anselmo. |               |
| 155 | Punto G                        | -                                             | Nadia insegna a Luca come trovare il punto G. |               |
| 156 | Ritorno al lavoro              | Claudio Migliavacca                           | Un impiegato storico dell'azienda torna al lavoro dopo un periodo di malattia. |               |
| 157 | Robe di donne                  | -                                             | Patti, Anna e Alex organizzano una serata fra sole donne. |               |
| 158 | Scaramucce                     | -                                             | Olmo tenta di dare delle istruzioni a Luca riguardanti il nuovo sistema informatico, ma si ritrova nel bel mezzo di un bisticcio coniugale. |               |
| 159 | Senso di rabbia/senso di colpa | Silvia Manzoni                                | Il direttore ha stanziato un budget per la sponsorizzazione di un'organizzazione umanitaria. |               |
| 160 | Silvano padre                  | -                                             | Patti testa Silvano sulle sue abilità da buon padre. |               |
| 161 | Stipendio ridotto              | -                                             | A Patti e Giovanna non sembra giusto che Olmo abbia ricevuto un aumento di stipendio e quest'ultimo decide di chiedere a Ilaria di annullarlo. Ilaria gioca però sporco e azzera gli stipendi a tutti i dipendenti. |               |
| 162 | Tic nervoso                    | -                                             | Patti ha un tic nervoso. |               |
| 163 | Un figlio in prestito          | -                                             | Mentre accudisce Primo, Luca fa colpo su una donna che crede che il bambino sia suo figlio. |               |
| 164 | Videoregistrazione             | -                                             | A causa di un impegno con un cliente di Pescara, Paolo è costretto a perdere una gara di automobili a cui teneva moltissimo. Luca propone di registrargliela su una videocassetta. |               |
| 165 | Arteriosclerosi                | Paolo Pierobon                                | Paolo chiede al dottor Cestelli di fargli un certificato medico falso da cui risulterebbe che è malato di arteriosclerosi. |               |
| 166 | Colpo di fulmine               | -                                             | Pippo si innamora di Silvano. |               |
| 167 | L'Alfa sommersa                | -                                             | Dopo un terribile alluvione, Valeria è dispersa e Paolo, anziché preoccuparsi per lei, si preoccupa per la sua Alfa. |               |
| 168 | Giovanna nuda                  | -                                             | Paolo e Silvano architettano un piano per vedere Giovanna in tanga. |               |
| 169 | L'autista                      | Flavio Insinna                                | Paolo trova un sostituto autista per Andrea, il quale ha la varicella. |               |
| 170 | Risoterapia                    | -                                             | Anna sta studiando un libro di risoterapia e da qualche consiglio ai colleghi. |               |
| 171 | Braccio ingessato              | -                                             | Luca si è rotto un braccio e se ne approfitta subito. |               |
| 172 | La malattia di Luca            | -                                             | Luca non si sente affatto bene e, a causa di uno sciroppo datogli da Patti, gli viene la diarrea. |               |
| 173 | Anna depressa                  | -                                             | Alex consiglia degli antidepressivi ad Anna, dopo averla convinta che è depressa. |               |
| 174 | Coscienza a posto              | -                                             | Luca e Paolo sono in preda ai rimorsi per non aver soccorso la sera prima una donna che è stata derubata e picchiata fuori dal bar di Lello. |               |
| 175 | Pesca di beneficenza           | Silvia Giordano                               | Luca non ha amici a cui vendere i biglietti per la pesca di beneficenza aziendale e così ne rifila uno a Loredana. |               |
| 176 | Ricordati di me                | Flavio Parenti                                | Luca e Paolo si dimenticano il nome di un collega. |               |
| 177 | Contratto quasi perfetto       | -                                             | Patti deve redigere un complicato contratto per Ilaria. |               |
| 178 | Il quadernetto                 | -                                             | I colleghi scoprono che Paolo annota tutte le loro azioni su un quadernetto. |               |
| 179 | Il nonno di Luca               | -                                             | Grazie a una vecchia foto Luca scopre che suo nonno era fascista. |               |
| 180 | Lezione di comportamento       | -                                             | Jonathan deve portare gli occhiali, ma Paolo non ne è entusiasta. |               |
| 181 | La sentinella                  | -                                             | Luca e Paolo vanno a una fiera e dicono a Silvano di avvisarli in caso succeda qualcosa di importante in ufficio. Lo stesso giorno, le ragazze dell'ufficio approfittano dell'assenza dei maschi per provarsi dei costumi da bagno. |               |
| 182 | La pillola                     | Mino Manni                                    | Patti ha mal di testa, ma Silvano crede che la pillola che ha ingerito sia un contraccettivo. |               |
| 183 | Il fuggitivo                   | -                                             | Silvano ha finalmente deciso di andarsene di casa. |               |
| 184 | Il sospetto                    | -                                             | In azienda si sparge la voce che qualcuno abbia vinto 12.000 euro al lotto. Tutti sospettano di Anna, che indossa un vestito molto costoso, il quale, tuttavia, appartiene a De Marinis. |               |
| 185 | Doppia fila                    | -                                             | Gaia chiede a Paolo di spostarle l'auto che ha posteggiato in doppia fila. |               |
| 186 | Revisione                      | -                                             | Paolo deve far revisionare l'Alfa. |               |
| 187 | Un regalo per Alex             | -                                             | Luca regala un computer ad Alex. |               |
| 188 | L'ascensore                    | Mimmo Chianese                                | De Marinis resta bloccato in ascensore. |               |
| 189 | Il pipistrello                 | -                                             | Paolo regala un pipistrello a Brad e Jonathan. |               |
| 190 | Difetto di fabbricazione       | -                                             | Ilaria, Jessica e Luca devono risolvere un problema riguardante un nuovo prodotto dell'azienda che sprigiona fumi tossici. |               |
| 191 | Eterno debito                  | -                                             | Patti si sente in debito con Paolo, dopo che quest'ultimo le ha impedito il soffocamento. |               |
| 192 | Gara di orientamento           | Carla Signoris                                | Nadia organizza una gara di orientamento per aumentare lo spirito di squadra dei dipendenti. |               |
| 193 | Giochi on line                 | -                                             | In azienda tutti giocano a battaglia navale in internet. |               |
| 194 | Il gatto investito             | -                                             | Gaia ha investito un gatto nel parcheggio dell'azienda. |               |
| 195 | Il genio della truffa          | Emanuele Barresi                              | Un grande truffatore arriva in ufficio e Luca e Paolo cercano di smascherarlo. |               |
| 196 | La bella e la bestia           | -                                             | Andrea si innamora di Gaia e diventa buono. |               |
| 197 | La fidanzata di Luca           | Christian Giammarini                          | Luca cerca di far ingelosire Alex facendosi vedere con un'amica di Paolo. |               |
| 198 | La maniglia                    | -                                             | Luca rimane chiuso in bagno e Alex, Patti e Silvano ne approfittano per farsi due risate. |               |
| 199 | La pianificazione delle ferie  | -                                             | Luca cerca qualcuno con cui scambiare il periodo di ferie. |               |
| 200 | 12 anni                        | -                                             | In azienda si festeggiano i 12 anni da direttore di De Marinis. |               |
| 201 | La suocera                     | -                                             | La madre di Valeria è in ospedale in gravi condizioni e Paolo pensa a come potrebbe usare i soldi dell'eredità. |               |
| 202 | La visita                      | -                                             | In azienda sta per arrivare un noto presentatore televisivo. |               |
| 203 | L'erba di Patti                | -                                             | Patti si occupa della pianta di marijuana di Alex. |               |
| 204 | L'esame di Jonathan            | -                                             | Paolo suggerisce a Jonathan le risposte di un compito in classe per farlo bocciare. |               |
| 205 | Licenziamento per motivi etici | -                                             | De Marinis licenzia Loredana perché ha parlato male di lui in una trasmissione radiofonica. |               |
| 206 | L'intercettatore               | -                                             | Luca sospetta che Alex lo tradisca e così si fa costruire un intercettatore di SMS da Olmo. |               |
| 207 | Nebulizzatore                  | -                                             | Patti combina un altro dei suoi danni e così decide di buttarsi dalla finestra. |               |
| 208 | Gocce d'acqua                  | Carla Signoris                                | Nadia, la psicologa aziendale, deve capire cosa pensano i dipendenti di De Marinis. |               |
| 209 | Accudire Primo                 | -                                             | Olmo lascia suo figlio Primo in mano a Patti. |               |
| 210 | Bomba chimica                  | -                                             | Luca, Paolo, Silvano e Olmo preparano un liquido puzzolente per fare uno scherzo alla Digitex. |               |
| 211 | Alla ricerca dell'Alfa perduta | -                                             | Paolo cerca di rintracciare la sua vecchia Alfa Romeo Alfasud che rischia la demolizione. |               |
| 212 | Voci di corridoio              | -                                             | Paolo mette in giro una voce secondo la quale sta per essere promosso. In questo modo pensa di fare piazza pulita dei suoi avversari aspiranti allo stesso posto. |               |
| 214 | Nuove tecnologie               | -                                             | Patti non riesce a leggere un'e-mail che le ha mandato Anna. |               |
| 215 | Lotto                          | -                                             | Anna decide i numeri da giocare a lotto decifrando un sogno di Paolo. |               |
| 216 | Ninfomane                      | -                                             | Patti tradisce Silvano in un sogno e si sente in colpa perché il sogno era alquanto realistico. |               |
| 217 | Pisellino                      | -                                             | Alex, Anna e Patti si ritrovano a discutere degli uomini sotto i fumi dell'alcool. |               |
| 218 | Donna debole                   | -                                             | De Marinis costringe Ilaria a socializzare con gli impiegati per ottenere una promozione. |               |
| 219 | Singhiozzo                     | -                                             | Silvano ha il singhiozzo. |               |
| 220 | Il ripetitore                  | -                                             | Luca fa installare un ripetitore sul tetto dell'azienda, ma Anna e Patti sono contrarie. |               |
| 221 | Il telefonino                  | Marco Fubini                                  | Paolo si fa dare un cellulare rubato dal cognato di Budello. |               |
| 222 | Gioco di mano gioco da villano | -                                             | Alex è spaventata perché ha ricevuto una visita notturna nel suo appartamento. |               |
| 223 | Operazione anti Digitex        | -                                             | Luca e Paolo organizzano una spedizione anti-Digitex. |               |
| 224 | Ristorante aziendale           | -                                             | Luca e Paolo entrano in concorrenza tra loro per attirare i clienti al proprio "ristorante aziendale". |               |
| 225 | Un brav'uomo                   | Marco Morellini                               | Anna viene maltrattata da De Marinis e chiede aiuto a Luca. |               |
| 226 | Il parcheggio                  | -                                             | Gaia viene scippata nel parcheggio e Paolo cerca di difenderla. |               |
| 227 | Il sogno di Patti              | -                                             | Luca si candida per le elezioni del candidato aziendale. Dopo aver scoperto che si è candidato anche Olmo, escogita, con l'aiuto dei colleghi (e in particolare di Patti), un sistema per ricattarlo e spingerlo a ritirare la candidatura. |               |
| 228 | Giornata con il morto          | Andrea Caimmi, Eugenio Gradabosco             | Paolo litiga con un cliente dell'azienda. |               |
| 229 | La nave scuola                 | -                                             | Paolo da dei consigli a Silvano su come flirtare con Patti. |               |
| 230 | Molestie telefoniche           | Gianni Bissaca                                | Da qualche tempo Luca riceve inspiegabili telefonate da un certo signor Breda. |               |
| 231 | Furto di autoradio             | -                                             | Paolo è convinto che un impiegato della Digitex gli abbia rubato l'autoradio. |               |
| 232 | Intesa                         | -                                             | Luca e Paolo inventano un codice segreto a gesti per migliorare l'intesa nelle situazioni più pericolose. |               |
| 233 | Vederci chiaro                 | -                                             | Silvano ha gli occhiali sporchi. |               |
| 234 | Un bambino sulle spalle        | -                                             | Luca e Paolo devono proteggere Olmo e suo figlio da De Marinis. |               |
| 235 | Invasione di scarafaggi        | -                                             | I dipendenti dell'azienda sono vittime di una massa di scarafaggi. |               |
| 236 | Guardia del corpo              | -                                             | Per la chiusura del bilancio, De Marinis mette Andrea a protezione di Silvano, in modo che Luca e Paolo non possano fare pressione su di lui per falsificare i bilanci. Ma ciò non impedirà a questi ultimi di minacciarlo frequentemente. |               |
| 237 | Una sorpresa per Luca          | -                                             | Alex organizza un modo per poter andare in vacanza a Londra insieme a Luca. |               |
| 238 | L'apparecchio                  | -                                             | Gaia lascia incustodito il suo apparecchio per i denti e Paolo, per puro feticismo, decide di infilarselo. Sfortunatamente, l'apparecchio gli rimane incastrato. |               |
| 239 | Uno scherzo stupido            | -                                             | Qualcuno ha otturato la macchinetta del caffè con una gomma da masticare. |               |
| 240 | Bambini poveri                 | -                                             | Un viavai ripetuto e sofferente da parte di Anna a causa di un lassativo viene equivocato dai colleghi, che credono che quest'ultima stia raccogliendo fondi per dei bambini bisognosi raffigurati in una foto. Quando Patti rivela che i bambini sulla foto sono in realtà sono i figli di Anna, i colleghi rinfacciano ad Anna di essere una persona falsa. |               |
| 241 | Accendicravatta                | Gaetano Varcasia                              | Olmo e Paolo costruiscono un nuovo gadget aziendale. |               |
| 242 | Allarme bomba                  | -                                             | Paolo chiede al figlio Jonathan di simulare un allarme bomba in ufficio. |               |
| 243 | Ammanco                        | Giuseppe Loconsole                            | Luca cerca di scoprire chi gli ha rubato la bavarese, mentre De Marinis accusa Silvano di un ammanco. |               |
| 244 | Ammutinamento                  | -                                             | De Marinis chiede a Silvano di sorvegliare i suoi colleghi, ma lui prende l'incarico fin troppo seriamente. |               |
| 245 | Anello di fidanzamento         | -                                             | Silvano vuole regalare un anello di fidanzamento a Patti, ma non sa dove nasconderlo. |               |
| 246 | Animali da corsa               | -                                             | Luca, Paolo e Silvano organizzano una sfida tra le loro "lumache da corsa". |               |
| 247 | Anna rappresentante            | Roberto Da Crema                              | Anna si lascia abbindolare da un rappresentante di elettrodomestici. |               |
| 248 | Atmosfera surriscaldata        | Woody Neri                                    | Un ex-fidanzato di Gaia, respinto da lei, arriva in ufficio e minaccia di suicidarsi. |               |
| 249 | Brutta aria                    | -                                             | In azienda tutti i dipendenti si rivolgono a Luca per avere un aumento in busta paga. |               |
| 250 | Bucherellare                   | -                                             | Silvano si diverte con la bucafogli. |               |
| 251 | Call center                    | -                                             | Silvano ha un problema con la lavatrice e non riesce a contattare l'assistenza. |               |
| 252 | Carta igienica                 | -                                             | Alla Digitex usano una carta igienica migliore di quella dell'azienda. |               |
| 253 | Caso di coscienza              | -                                             | Silvano scopre che la direzione ha modificato il bilancio e si dispera, anche perché Luca lo viene a sapere. |               |
| 254 | Club per nudisti               | -                                             | Luca va in vacanza in un centro termale per nudisti. Quando dice a Paolo che verrà anche Gaia, lui decide di unirsi a loro. |               |
| 255 | Concorso di poesia             | -                                             | In azienda viene istituito un concorso di poesia. |               |
| 256 | Condoglianze                   | -                                             | Un quotidiano riporta la morte di un omonimo di Luca. |               |
| 257 | Convivenza forzata             | -                                             | Luca e Paolo sono costretti a lavorare insieme nello stesso ufficio per un po', ma dopo poco Luca non ne può più. |               |
| 258 | Corsa clandestina              | -                                             | Luca organizza una corsa in auto clandestina tra Paolo e Andrea. |               |
| 259 | Curriculum on line             | -                                             | Olmo aiuta Luca a cercare un nuovo posto di lavoro in internet. |               |
| 260 | Effetti collaterali            | -                                             | A causa del richiamo per il tetano, Gaia è frastornata e Paolo cerca di approfittarsi di lei. |               |
| 261 | Elmo                           | -                                             | Paolo si presenta in ufficio con la testa incastrata in un elmo. |               |
| 262 | Ex zimbello                    | -                                             | Luca e Paolo iniziano a fare scherzi a Pippo e Silvano sente la mancanza degli scherzi che i due gli facevano. |               |
| 263 | Falsa partenza                 | -                                             | De Marinis organizza una festa d'addio per il nipote del presidente che sta per lasciare l'azienda e chiede a Gaia di preparare un discorso in suo onore. |               |
| 264 | Fantacalcio                    | -                                             | Luca organizza un torneo di fantacalcio. |               |
| 265 | Figlio di papà                 | -                                             | Alex esce con Edoardo, il figlio di De Marinis. |               |
| 266 | Foto piccanti                  | -                                             | Paolo riceve una foto compromettente. |               |
| 267 | Fratelli coltelli              | -                                             | Luca e Paolo litigano ferocemente. |               |
| 268 | Fusione                        | -                                             | In ufficio scoppia il panico col diffondersi della notizia di una probabile fusione. |               |
| 269 | Giochi di ruolo                | -                                             | Jessica propone ai colleghi uno scambio di ruoli. |               |
| 270 | Giorno di collera              | Paolo Pierobon                                | Silvano, Paolo e Anna litigano in continuazione. Luca cerca di capire cosa è successo. |               |
| 271 | Giù le mani dal mio sponsor    | -                                             | Luca cerca di far approvare il suo progetto da Gaia. |               |
| 272 | Gli inseparabili               | -                                             | Silvano porta in ufficio due inseparabili. |               |
| 273 | I segni dell'età               | -                                             | Patti e Pippo forniscono a Luca alcuni consigli di bellezza. |               |
| 274 | Il cinghiale                   | -                                             | Paolo investe un cinghiale e decide di ricavare qualche soldo vendendone la carne ai colleghi. |               |
| 275 | Il debito                      | Paolo Pierobon                                | Paolo salva la vita a Luca, che ora si sente in debito con lui . |               |
| 276 | Il diario                      | -                                             | Paolo ruba il diario di Patti e lo vende a Silvano. |               |
| 277 | Il duello                      | -                                             | Gaia e Ilaria si contendono un appuntamento di lavoro con Paolo. |               |
| 278 | Il fratello di Paolo           | -                                             | Luca convince Paolo che ha un fratello gemello. |               |
| 279 | Il medico accondiscendente     | Paolo Pierobon                                | De Marinis sospetta che il dottor Cestelli sia troppo accondiscendente con i dipendenti. |               |
| 280 | Il pacco                       | -                                             | Silvano si fa spedire materiale pornografico in ufficio, ma De Marinis lo sequestra. |               |
| 281 | Il prestito                    | Bob Messini                                   | Il cuoco della mensa sta per partire per l'America, ma prima deve restituire una somma di denaro. |               |
| 282 | Il serpente                    | -                                             | Paolo arriva in ufficio con un pericolosissimo serpente mamba. |               |
| 283 | Il sogno di Alex               | -                                             | Alex ha fatto un sogno erotico riguardante Silvano e si convince di dover andare a letto con lui. |               |
| 284 | Il tailleur                    | -                                             | Alex si presenta in ufficio con un tailleur e Luca crede che la Digitex la voglia assumere. |               |
| 285 | Il trapano                     | -                                             | Luca e Paolo rubano il trapano a dei falegnami che stanno lavorando alla Digitex e lo danno a Silvano. |               |
| 286 | Il trofeo                      | -                                             | Valeria trova delle mutande da donna nella giacca di Paolo. |               |
| 287 | Imbarazzo                      | Ugo Dighero                                   | Luca è bloccato in tangenziale, così tocca a Paolo avere a che fare con il fornitore di carta igienica, che ha un porro sulla fronte. |               |
| 288 | In via d'estinzione            | -                                             | Luca convince Paolo a occuparsi di venti uccellini. |               |
| 289 | Kung Fu                        | -                                             | Silvano guarda un film sul kung fu. |               |
| 290 | L'album di Gaia                | -                                             | Gaia incarica Patti di stampare una sua foto. Paolo, credendo sia una foto ritraente Gaia da giovane, cerca di farsi delegare il compito. |               |
| 291 | L'intruso                      | -                                             | In ufficio si aggira un tipo sospetto. |               |
| 292 | L'orologio di Anna             | -                                             | Anna cerca di vendere ai colleghi un orologio falso. |               |
| 293 | L'ultimo saluto                | -                                             | Marylin, la gatta di Patti, muore e i colleghi le organizzano un funerale. |               |
| 294 | La barba                       | Fabio Traversa                                | Paolo non si è fatto la barba e deve incontrare un cliente. Luca si offre di aiutarlo. |               |
| 295 | La cassiera del bar di Lello   | -                                             | Luca e Paolo si sono innamorati della nuova cassiera del bar di Lello e gareggiano per conquistarla finendo col litigare. La cassiera purtroppo muore a causa di un incidente stradale e i due si riappacificano. |               |
| 296 | La crema                       | -                                             | Anna presta a Paolo una crema idratante per il viso. |               |
| 297 | La dichiarazione di Pippo      | -                                             | Pippo si incatena alla porta del bagno e non intende liberarsi finché non avrà parlato con la televisione. |               |
| 298 | La gonna                       | -                                             | Patti deve fare l'orlo alla gonna di Ilaria, ma nel farlo le fa una piccola macchia. |               |
| 299 | La gran dormita                | Carla Signoris                                | Silvano si addormenta in ufficio. Luca e Paolo gli rubano i vestiti e successivamente si accorgono, insieme a Nadia, che è sonnambulo. |               |
| 300 | La liberazione                 | -                                             | In ufficio tutti credono che Andrea sia stato licenziato e iniziano a festeggiare. |               |
| 301 | La pallottola                  | -                                             | Luca e Paolo soccorrono Vittorio, il quale si è accidentalmente sparato a una gamba. |               |
| 302 | La paninoteca                  | -                                             | Paolo apre una paninoteca sul suo camper e assolda Silvano come venditore. |               |
| 303 | La pensione                    | Peppe Bosone                                  | De Marinis decide di promuovere un quasi pensionato. |               |
| 304 | La prima di Primo              | -                                             | Primo dice la sua prima parola. |               |
| 305 | La quattro colori              | Enrico Ceva                                   | Paolo è disperato perché ha perso la sua penna quattrocolori proprio quando deve firmare un contratto importante. |               |
| 306 | La sexy centralinista          | -                                             | Giovanna è costretta ad arrotondare posando per una rivista erotica. |               |
| 307 | La vespa                       | -                                             | Una vespa è entrata in area relax. Luca è terrorizzato perché è molto allergico e chiede quindi Paolo di ucciderla per lui. |               |
| 308 | Le gambe e la mente            | -                                             | Gaia sfida Paolo a triathlon. |               |
| 309 | Lettera d'amore                | -                                             | Patti scrive una lettera d'amore a Silvano ma alla stesura contribuiscono Anna e Alex. |               |
| 310 | Lettera postuma                | -                                             | In azienda arriva una lettera scritta da un povero bambino indirizzata a De Marinis. |               |
| 311 | Lo schiaffo                    | -                                             | In un impeto di rabbia Luca dà uno schiaffo ad Alex. |               |
| 312 | Manette                        | -                                             | Silvano porta in ufficio delle manette con l'intenzione di usarle con Patti. |               |
| 313 | Manie di persecuzione          | -                                             | Patti diventa paranoica. |               |
| 314 | Marea nera                     | -                                             | Patti e Olmo protestano contro le aziende petrolifere e in particolare contro la Bariloil, azienda che è in procinto di firmare un accordo proprio con De Marinis. |               |
| 315 | Massimo Piacere                | Cristiano Caldironi                           | Paolo è convinto che i suoi ultimi contratti siano falliti a causa di un nuovo collega appena arrivato in Azienda, "Massimo Piacere". |               |
| 316 | Ménage à trois                 | -                                             | Luca crede che Jessica e Giovanna gli abbiano proposto una cosa a tre. |               |
| 317 | Metodi brutali                 | -                                             | Paolo conosce la maestra di Brad. |               |
| 318 | Non mi lasciare                | -                                             | Luca accetta un lavoro in un'azienda rivale, ma Paolo lo implora di rimanere. |               |
| 319 | Nuova macchina                 | -                                             | Luca deve comprare un'auto nuova e Paolo cerca di convincerlo in tutti i modi a scegliere un'Alfa Romeo. |               |
| 320 | Nuovi buoni pasto              | -                                             | I dipendenti dell'Azienda non sono contenti dei nuovi buoni pasto fatti stampare da Luca. |               |
| 321 | Offerta                        | Marco Minetti                                 | Patti scambia il parroco, venuto in azienda per parlare con De Marinis, per il tecnico della macchinetta. |               |
| 322 | Olmo alla digitex              | Sax Nicosia                                   | Olmo riceve un'offerta di lavoro alla Digitex. |               |
| 323 | Omosessualità                  | Mario Zucca                                   | Luca è alle prese con un cliente omosessuale. |               |
| 324 | Paolo worldwide                | Raffaele Gangale                              | Paolo ha seguito delle lezioni di inglese per poter trattare anche con clienti stranieri |               |
| 325 | Piano ferie                    | -                                             | Ilaria e Gaia litigano sul periodo in cui prendere le ferie. |               |
| 326 | Pizza calda                    | Andrea Beltramo                               | Luca e Paolo attuano uno stratagemma per non pagare la pizza ordinata a domicilio, ma non tutto va per il verso giusto |               |
| 327 | Porcellino virtuale            | -                                             | Jessica affida a Luca e Paolo un porcellino virtuale da accudire. |               |
| 328 | Primo soccorso                 | -                                             | Luca e Paolo soccorrono De Marinis in attesa che arrivi un'ambulanza. |               |
| 329 | Promotore finanziario          | Roberto Vandelli                              | Anna chiede aiuto ai colleghi per liberarsi di un pacchetto finanziario che ha acquistato. |               |
| 330 | Protezione civile              | -                                             | De Marinis non vuole che Pippo frequenti un seminario della Protezione Civile e cerca di convincere Luca a sostituire il collega. |               |
| 331 | Puzzle                         | -                                             | Silvano vuole risolvere un complicatissimo puzzle. |               |
| 332 | Q.I.                           | -                                             | Paolo e i suoi familiari realizzano un punteggio molto basso al test di intelligenza. |               |
| 333 | Sala conferenze                | -                                             | I dipendenti sono chiamati a scegliere a chi intitolare la nuova sala conferenze dell'Azienda. |               |
| 334 | Salvadanaio                    | -                                             | Paolo porta in ufficio il salvadanaio a combinazione elettronica di Brad e cerca di aprirlo. |               |
| 335 | Scacchi                        | -                                             | Luca gioca a scacchi con i suoi colleghi. |               |
| 336 | Segretaria in vendita          | -                                             | Durante una partita di poker Paolo vende Patti a un texano. |               |
| 337 | Senz'acqua                     | -                                             | Luca e Paolo si lamentano con Wanda per la mancanza dei boccioni dell'acqua. |               |
| 338 | Sigarette                      | -                                             | Alex è stufa del fatto che qualcuno le rubi di nascosto le sigarette e vuole scoprire il responsabile. Su suggerimento di Paolo, sostituisce le sigarette del pacchetto con dei petardi. A cadere nella trappola, sfortunatamente per lei, saranno i suoi superiori.                                                                                          |               |
| 339 | Silenzio                       | -                                             | Andrea ha un forte mal di testa e tutto l'ufficio si mobilita per mantenere il silenzio assoluto. |               |
| 340 | Solarium                       | -                                             | Viene aperto un solarium di fronte all'azienda. |               |
| 341 | Solitudine                     | -                                             | Luca non ha nessuno con cui festeggiare il capodanno. |               |
| 342 | Sopravvissuta                  | -                                             | Patti è rimasta sepolta sotto il crollo di un edificio: i colleghi seguono in diretta televisiva i soccorsi. |               |
| 343 | Spacchiamoci la faccia         | -                                             | Olmo, Luca, Paolo e Silvano si divertono con un nuovo gioco sul web. |               |
| 344 | Speed dating                   | -                                             | Anna partecipa a uno speed date. |               |
| 345 | Starsky e Hutch                | -                                             | Luca e Paolo sono proprio degli ottimi amici. |               |
| 346 | Tè e caffè                     | -                                             | Luca prende un tè per sbaglio e cerca di rifilarlo ai colleghi. |               |
| 347 | Tempo pieno                    | -                                             | Giovanna vuole ottenere un lavoro a tempo pieno. |               |
| 348 | Tenerezza                      | Paolo Pierobon                                | Luca aiuta Andrea, in preda a un blocco psicologico. |               |
| 349 | Un gesto impensabile           | -                                             | De Marinis affida a Nadia un incarico su un fatto di cui lei non è a conoscenza, così si informa per sapere di che si tratta. |               |
| 350 | Un po' di colore               | -                                             | Per semplificare il lavoro alla sua segretaria, Ilaria decide di suddividere le sue pratiche per colori, ma Patti è in difficoltà nell'associare ogni pratica al colore giusto. |               |
| 351 | Un vecchio amico               | Teo Guadalupi, Massimo Mirani                 | Luca si prende cura di uno degli anziani di Patti. |               |
| 352 | Una mail per tutti             | -                                             | Luca manda per sbaglio una e-mail compromettente a tutto l'ufficio. |               |
| 353 | Una sfida impossibile          | -                                             | Paolo coinvolge Luca in una sfida misteriosa. Luca, disperato, arriva a minacciare i colleghi pur di sapere di cosa si tratta. |               |
| 354 | Vita da single                 | Cecilia Vecchio                               | Silvano è solo a casa e non si è preparato per la visita medica; Giovanna lo aiuta. |               |